# Homomallium adnatum
Homomallium adnatum är en bladmossart som beskrevs av Brotherus 1908. Homomallium adnatum ingår i släktet Homomallium och familjen Hypnaceae. Inga underarter finns listade i Catalogue of Life.